# Ypthima formosana
Ypthima formosana är en fjärilsart som beskrevs av Hans Fruhstorfer 1908. Ypthima formosana ingår i släktet Ypthima och familjen praktfjärilar. Inga underarter finns listade i Catalogue of Life.